# Amédée Féau
Valentin Amédée Marie Féau dit Amédée Féau (1872-1952) est un artiste peintre, graveur et illustrateur français.

## Biographie
Amédée Féau descend d'une lignée d'artistes graveurs, les Baquoy. Né le 11 février 1872 dans le quartier d'Auteuil, il entre aux Beaux-arts de Paris et devient l'élève d'Alfred de Richemont (1857-1911), Gabriel Ferrier et Antoine Guillemet. 
Il expose au Salon des artistes français à compter de 1902 une série de paysages peints, inspirés de la Provence ; son adresse parisienne est signalée au 25 rue de l'Yvette.

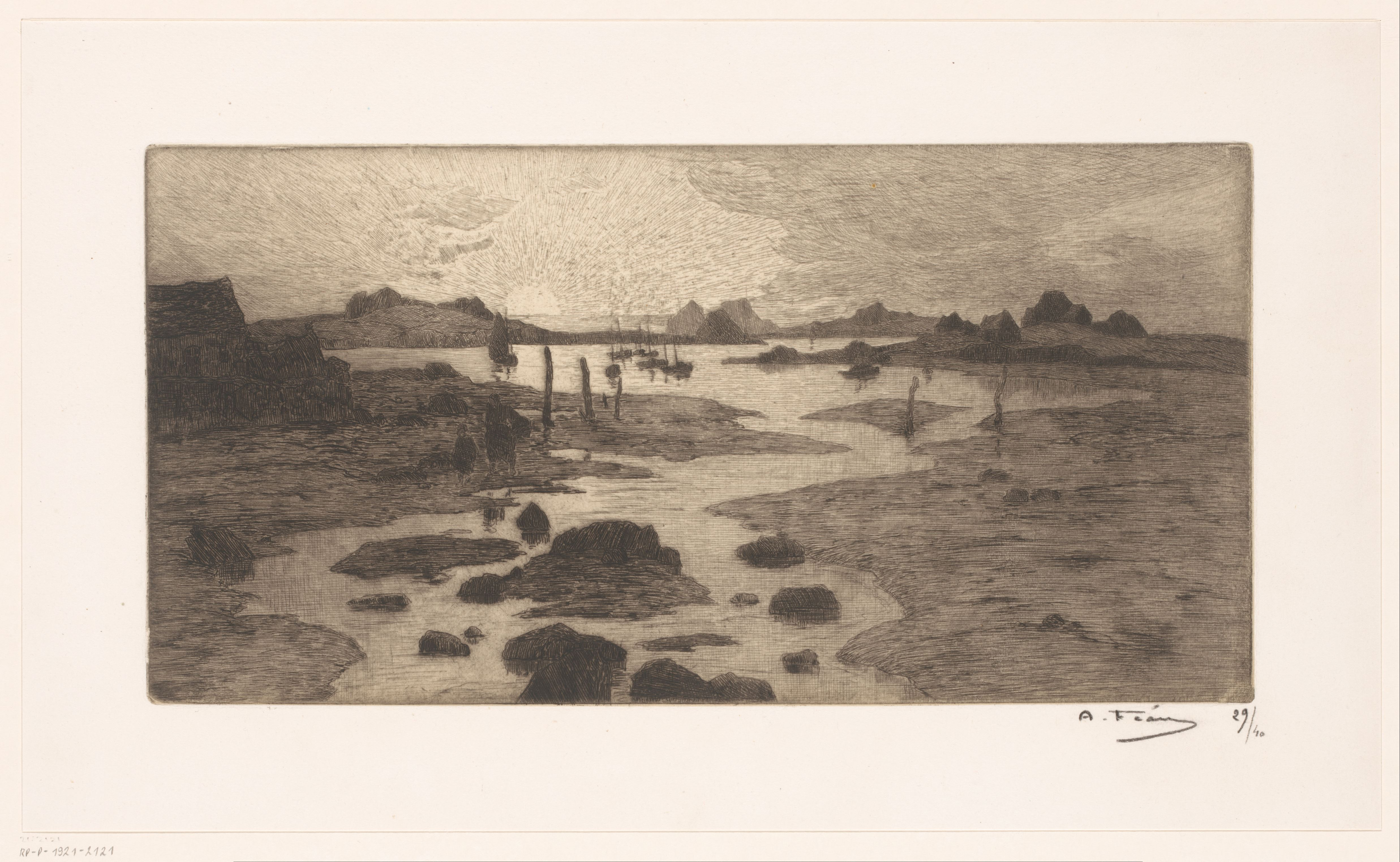
Paysage, eau-forte, 1921 (Rijksmuseum).

Entre 1909 et 1923, il exécute cinquante-quatre eaux-fortes, la plupart étant des paysages inspirés de la Bretagne, du Vexin, de l'Aisne (du côté de Chartèves, où il résidait parfois). Noël Clément-Janin salue son travail dans la revue Byblis (1922). Il expose ensuite avec la Société nationale des beaux-arts.
Le 27 octobre 1898, il épouse Jeanne Marie Henriette Cottereau (1876-1961), dont quatre filles.
Il meurt à Boulogne-sur-Mer en 1952.